# Universiteit

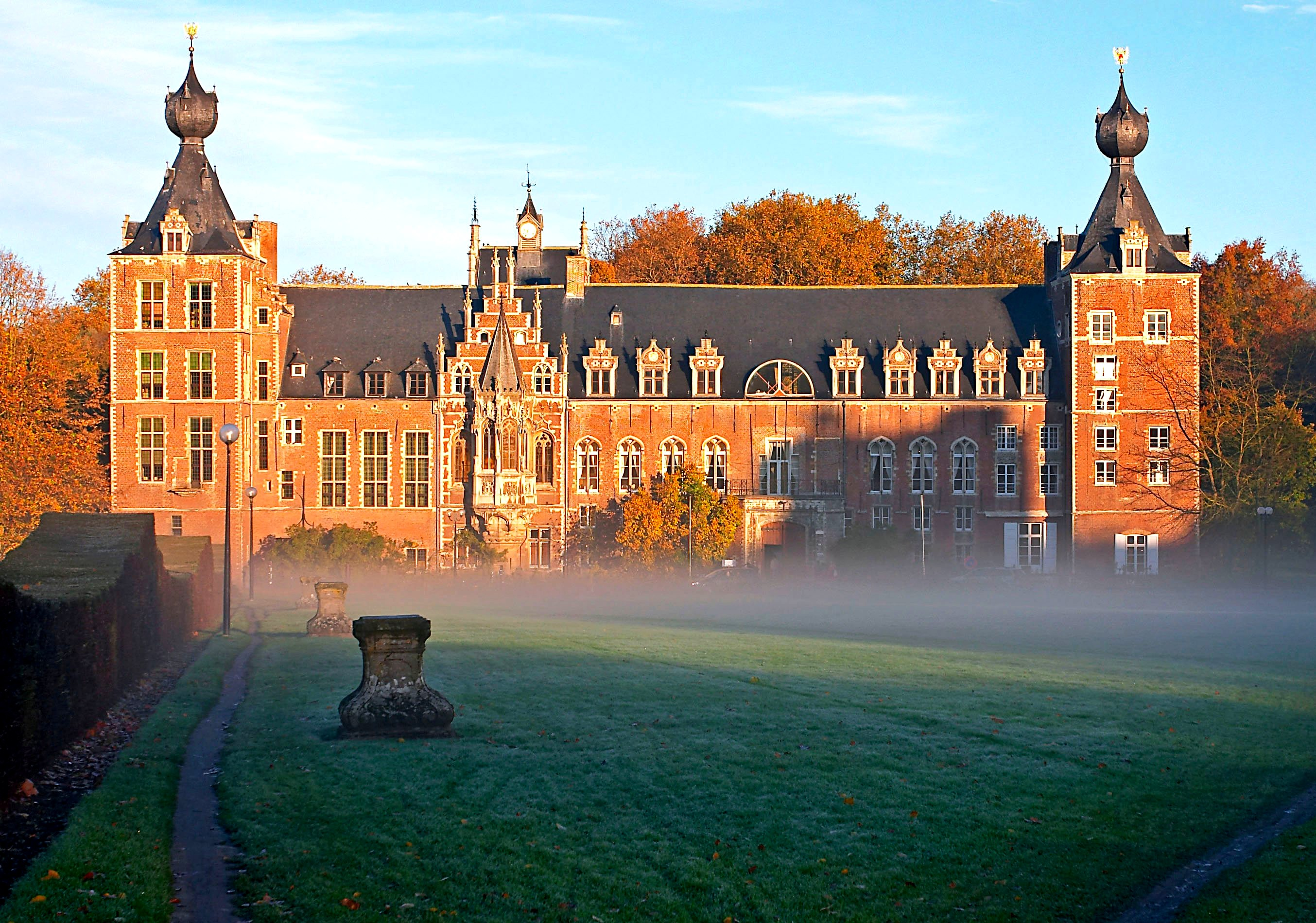
De Katholieke Universiteit Leuven werd opgericht in 1425 en is de oudste universiteit van de Lage Landen

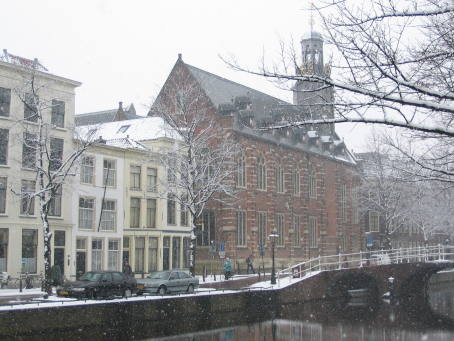
De Universiteit Leiden werd opgericht in 1575 en is de oudste universiteit van Nederland

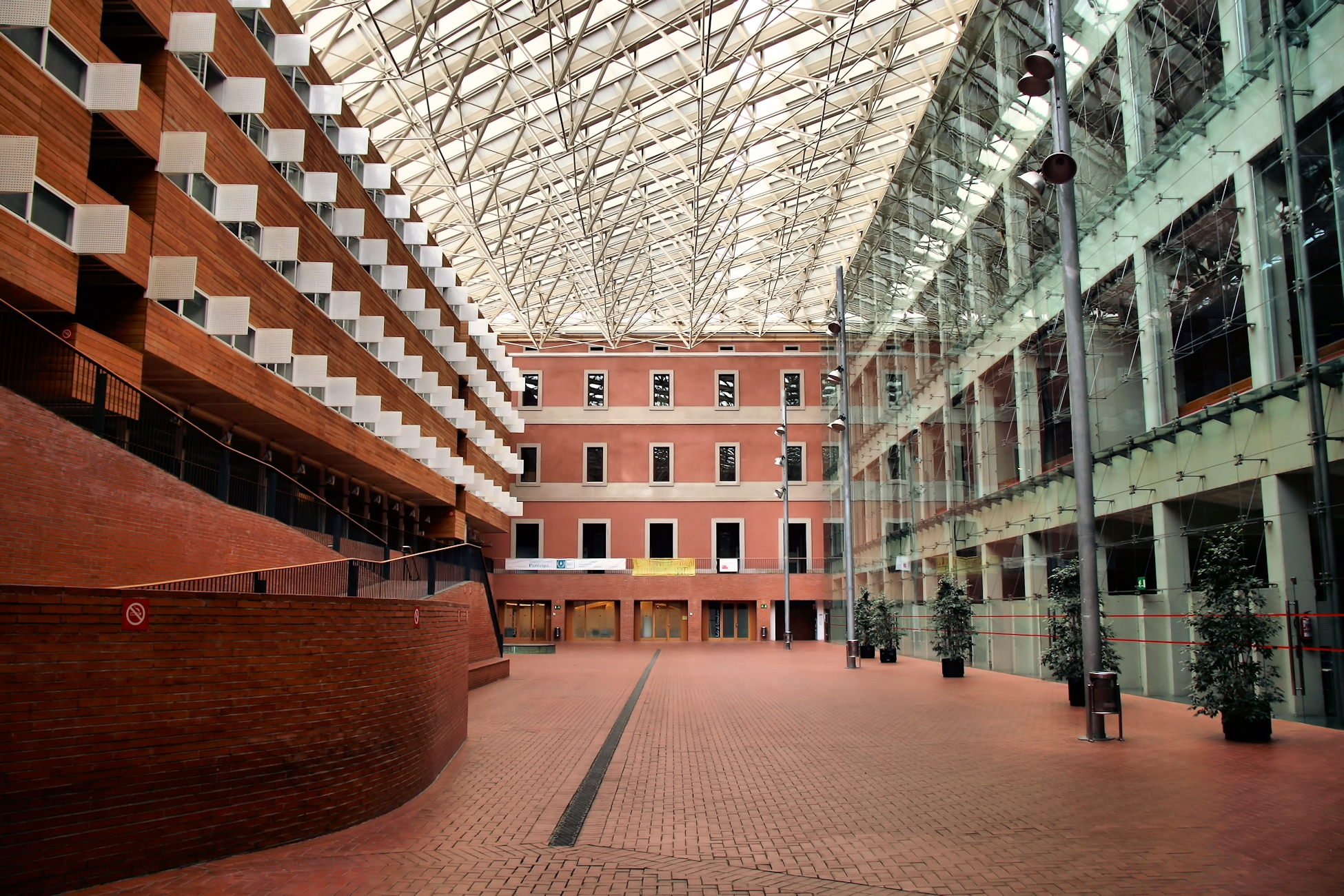
Het Roger de Llúria-gebouw van de Universiteit Pompeu Fabra in Barcelona, een van de nieuwere succesvolle universiteiten ter wereld (opgericht in 1990)

Een universiteit is een onderwijsinstelling in het hoger onderwijs die ingericht is om wetenschappelijk onderwijs te bieden en wetenschappelijk onderzoek te verrichten. Zij verzorgt academische opleidingen en verleent academische graden.

## Algemeen
Het woord universiteit is afgeleid van het Latijnse universitas magistrorum et scholarium, wat ongeveer "gemeenschap van onderwijzers en academici" betekent. De universiteiten hebben hun oorsprong in de middeleeuwen en waren de onafhankelijke opvolgers van de kathedraalscholen. De Universiteit van Bologna is de oudste Europese universiteit en werd opgericht in 1088. Minder dan tien jaar later volgde de Universiteit van Oxford. De universiteiten kunnen worden gezien als een van de factoren die in de middeleeuwen in Europa vooruitgang brachten ondanks alle aanvallen van buitenaf. Was Noord- en West-Europa aan het begin van de middeleeuwen nog een achtergebleven gebied, aan het einde ervan was het klaar om te streven naar werelddominantie.
De belangrijkste internationale ranglijsten voor universiteiten zijn de Times Higher Education World University Rankings, de QS World University Rankings en de Academic Ranking of World Universities. Tot de meest prestigieuze universiteiten ter wereld behoren Oxford en Cambridge (Oxbridge), de London School of Economics, University College London en Imperial College London in het Verenigd Koninkrijk en de Ivy League-universiteiten (met name Harvard en Yale), Stanford en MIT in de Verenigde Staten.
Buiten de Engelstalige wereld behoren de ETH Zürich, de Tsinghua-universiteit, de Vrije Universiteit Berlijn, de Ludwig Maximilians-Universiteit in München en de Universiteit Pompeu Fabra in Barcelona tot de meest prestigieuze universiteiten. Andere topuniversiteiten buiten de Engelstalige wereld die vaak worden genoemd zijn de Sciences Po in Parijs voor internationale betrekkingen en de Bocconi-universiteit in Milaan voor management en economie.

## Geschiedenis

### Europa

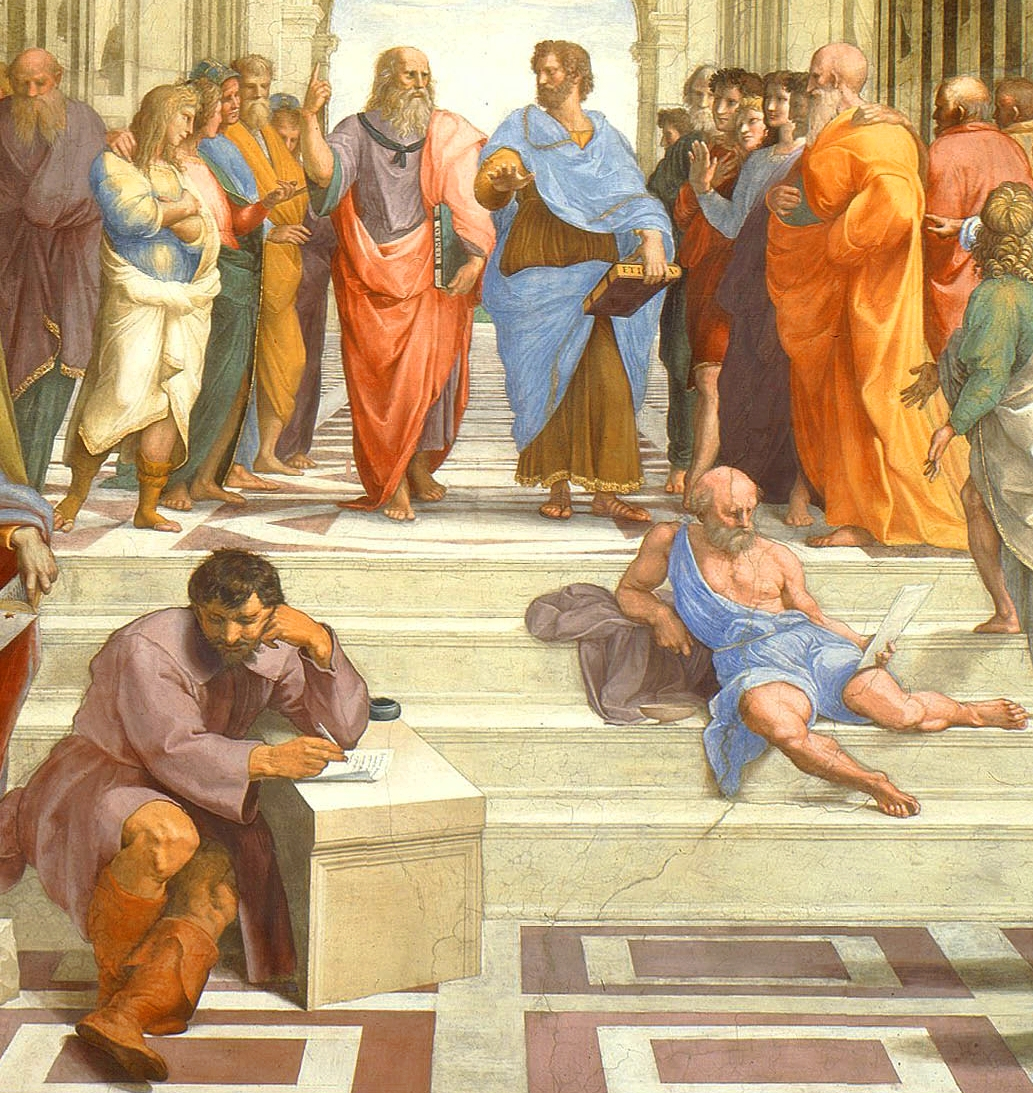
Atheense school, Rafaël (1509)

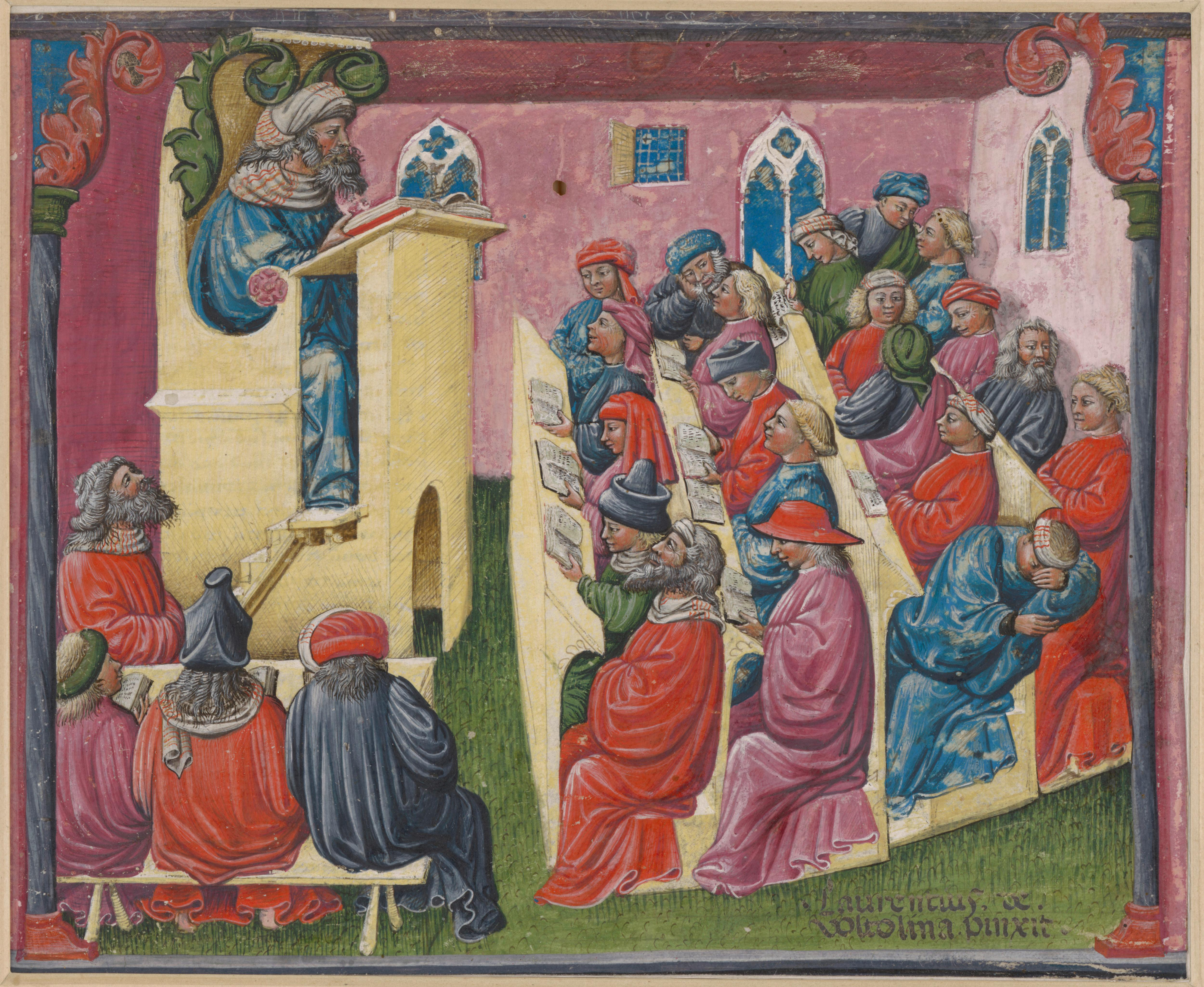
Impressie van Europa's oudste universiteit, de Universiteit van Bologna, Italië

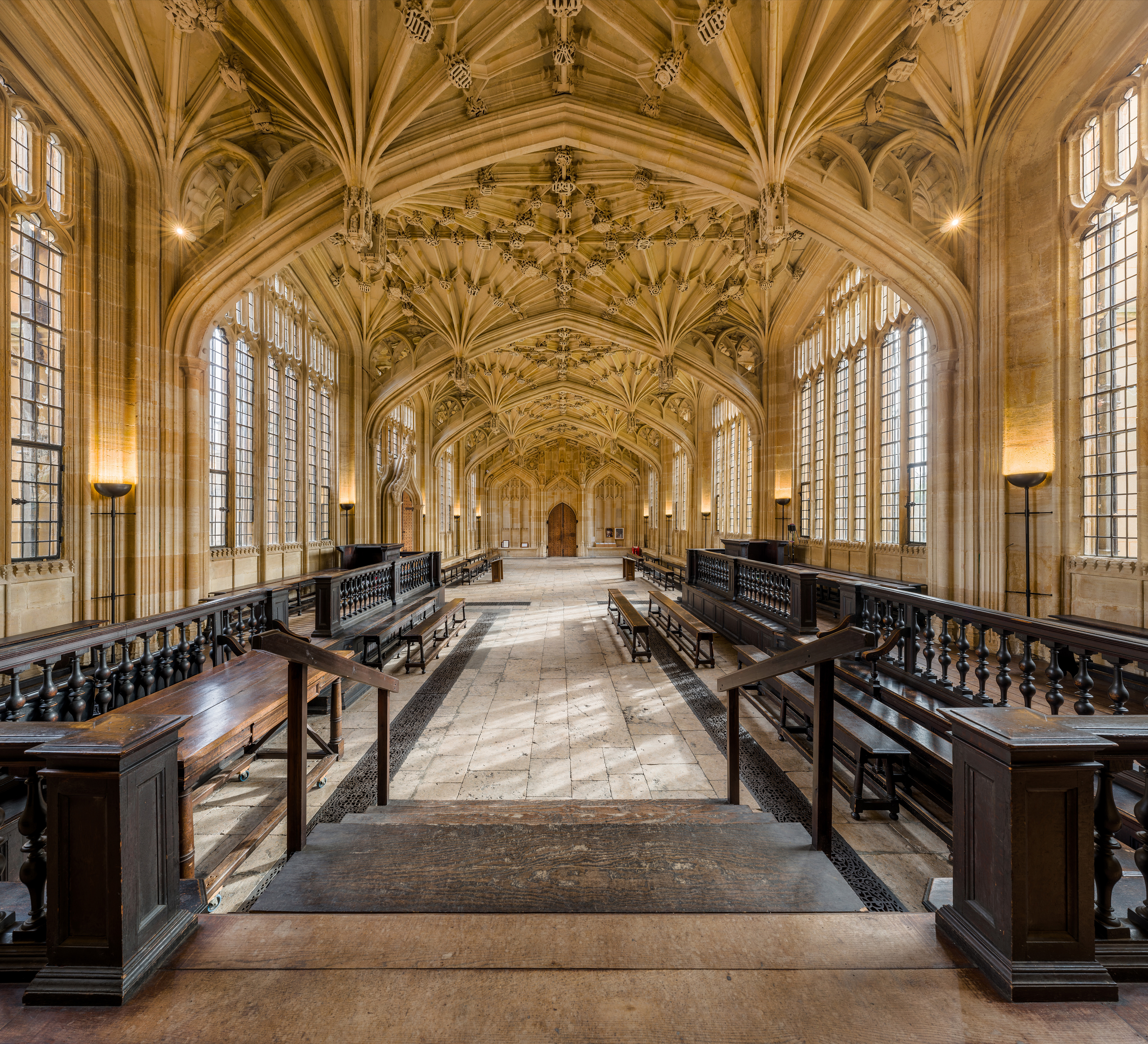
Universiteit van Oxford (c. 1096)

Al in de klassieke oudheid waren er na het elementaire onderwijs in rekenen en schrijven hogere opleidingen die tegen betaling konden worden gevolgd. Dat was overigens alleen weggelegd voor kinderen of gunstelingen van aristocraten en rijke kooplieden. Meestal ging men in de leer bij een filosoof, redenaar of grammaticus die er voor hun levensonderhoud een privéklasje op na hielden.
In de tijd van het Hellenisme ontstonden er instituten die met een moderne universiteit te vergelijken zijn. Bekend waren de filosofenscholen van Athene en het Mouseion van Alexandrië met de beroemde bibliotheek. In de tijd van het Romeinse Rijk waren er ook soortgelijke instituten in andere streken zoals in Noord-Afrika Carthago, in Italië Rome en Massilia in de Provence. Het Romeinse Rijk werd in de vierde eeuw gesplitst in een oost- en westdeel en na de val van het West-Romeinse Rijk was seculier hoger onderwijs in West-Europa grotendeels verdwenen en alleen voorbehouden aan de geestelijkheid. Ook in het overblijvende Oost-Romeinse Rijk verdween grotendeels de interesse in niet-godsdienstige studie. Wel was daar de zogenaamde universiteit van Constantinopel, volgens sommige historici meer een voortzetting van de filosofenscholen van Athene dan een moderne universiteit. Verder waren in het Oost-Romeinse Rijk in Constantinopel en andere grotere steden nog steeds praktische studies zoals in rechten en medicijnen mogelijk. Vooral in de vroege en hoge middeleeuwen trokken deze instituten studenten aan uit Europa maar ook uit het Midden-Oosten toen daar nog niet veel studiescholen waren.
Bij de expansie van de jonge islam was aanvankelijk grote belangstelling voor de vroegere Griekse wetenschap en filosofie. In Bagdad, Caïro (Al-Azhar) en Córdoba ontstonden al snel belangrijke universiteiten. Vooral Córdoba trok ook veel West-Europese geleerden om er te studeren en te onderwijzen.
De eerste West-Europese middeleeuwse universiteiten werden opgericht naar voorbeeld van die van Córdoba, in 1088 in Italië (Bologna) en omstreeks 1220 in Frankrijk (Montpellier) voor de studie van rechten, medicijnen en theologie. Al snel volgden Parijs, Oxford en Salamanca, en vanaf de dertiende eeuw werden er in heel Europa universiteiten opgericht. Scandinavië volgde wat later.
De middeleeuwse universiteiten werden gesteund door de kerkelijke en civiele autoriteiten. Volgens de kerk was de universiteit een middel om het geloof te bewaren. Dit was inderdaad het geval omdat het hoofddoel van de universiteiten niet lag in de verwerving van nieuwe kennis, maar in het behoud van bestaande kennis en de doctrines van de kerk. De universiteiten hadden veel privileges en konden opereren als een staat binnen de staat.
In Europa gingen jonge mannen naar de universiteit als ze de studie van het Trivium hadden afgerond, de voorbereidende richtingen grammatica, retoriek en logica, en het Quadrivium, dat bestond uit rekenkunde, meetkunde, muziek en astronomie. Dit was trouwens al het lesprogramma in de Romeinse tijd.
In de Vroegmoderne Tijd na de Middeleeuwen werden er talloze universiteiten opgericht in vrijwel alle grote steden en breidde het aantal studierichtingen zich gestaag uit. Onder invloed van de verlichting vonden er tegen het einde van de achttiende eeuw vele veranderingen plaats binnen de universiteiten. Onder invloed van de wetenschappelijke revolutie werd de moderne wetenschappelijke methode geïntroduceerd. De experimentele methode werd meer en meer gehanteerd. De exacte wetenschappen verwierven een plaats aan de universiteiten. De nadruk kwam te liggen op het verwerven van nieuwe kennis. Het doel was hierbij alleen kennis, de nadruk lag zeker niet op de toepassingen van de kennis. Het type universiteit dat ontstond noemt men de Humboldt-universiteit, vernoemd naar Wilhelm von Humboldt.
De universiteiten zijn lang blijven fungeren volgens het model van de Humboldt-universiteit. Tijdens de laatste decennia is dit model verlaten omdat er steeds meer nadruk gelegd wordt op toepassingen van kennis in de industrie en de maatschappij. Hiertoe hebben de universiteiten de banden met de omgeving en de industrie sterk aangehaald. Hierdoor is een nieuwe manier van wetenschap bedrijven ontstaan.

### Buiten Europa

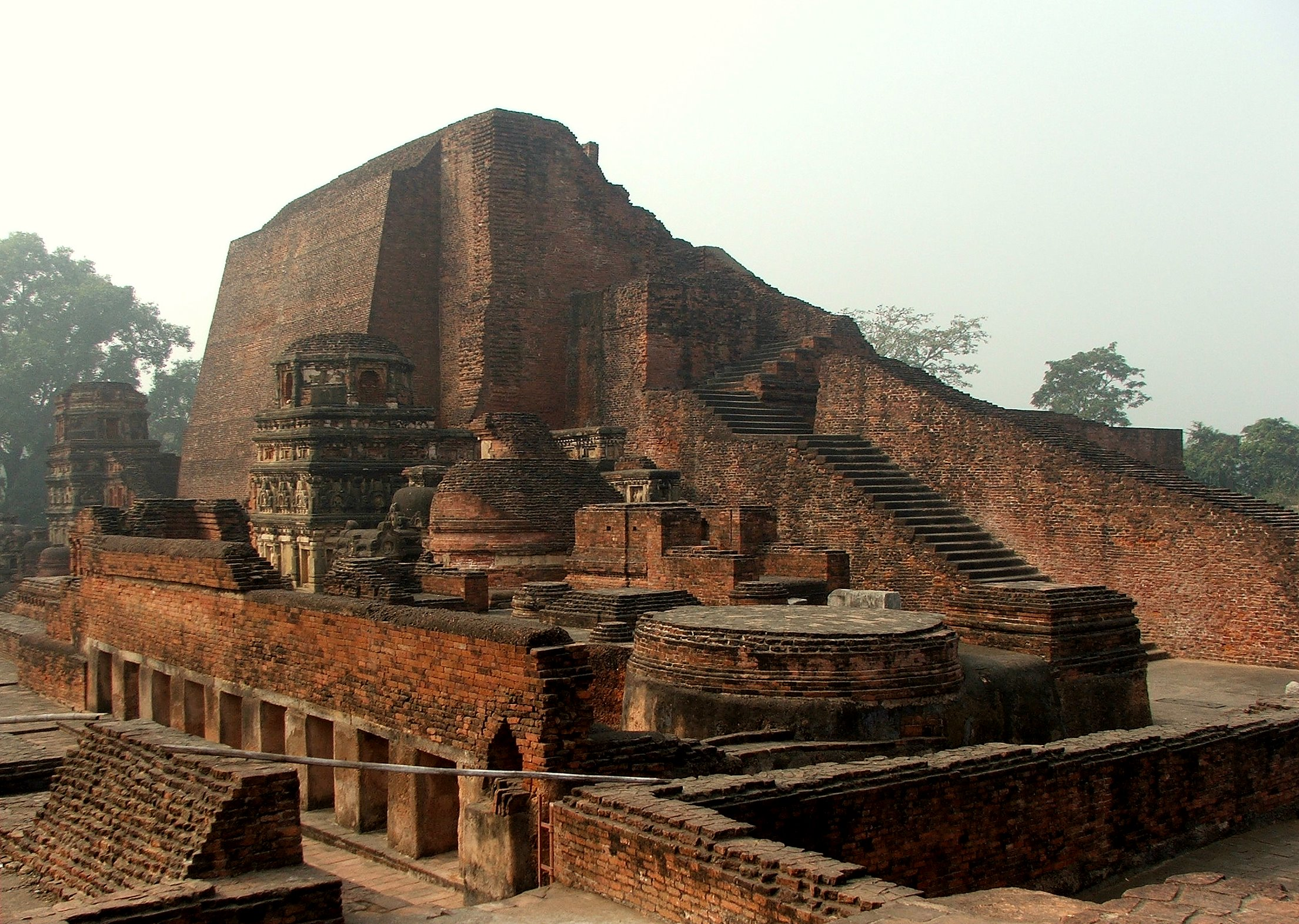
Stoepa van Sariputta in Nalanda. Nālandā betekende universiteit in het oude India

In Azië waren ook al lange tijd universiteiten. Veelal waren deze evenals in Europa gelieerd aan een bepaalde godsdienst of tempel. Vooral de Tibetaanse kloosters waren vermaard om hun onderwijsmogelijkheden die getalenteerde monniken en belangstellenden daar konden gaan volgen.
De belangrijkste Aziatische universiteit in de Oudheid was die van Nalanda, in Bihar, India, waar onder andere de bekende boeddhistische filosoof uit de 2e eeuw na Chr. Nagarjuna les gaf.
In het middeleeuwse China was het gebruikelijk dat de bestuurlijke elite, de mandarijnen, een zware opleiding kregen en ter afsluiting een 'staatsexamen' moesten afleggen. Deze opleidingen waren op Taoïstische en Confuciaanse leest geschoeid.

## Wetenschappelijk onderzoek
Wetenschappelijk onderzoek wordt van oudsher uitgevoerd in faculteiten, maar in toenemende mate ook binnen universitaire onderzoeksinstituten. Waar universiteiten zich van oudsher vooral richtten op fundamenteel onderzoek, is tegenwoordig ook een deel van het onderzoek gericht op het ontwikkelen van nieuwe toepassingen. In hun onderzoek werken universiteiten ook samen met andere universiteiten, kennisinstellingen, bedrijven en maatschappelijke organisaties. Hiervoor worden ook benodigde kennisinfrastructuren ontwikkeld, zoals academische werkplaatsen.

## Academische gemeenschap
De universiteit met al haar medewerkers en studenten vormt een academische gemeenschap. Het wetenschappelijk personeel van een universiteit bestaat voor een belangrijk deel uit hoogleraren, universitair docenten en universitair hoofddocenten die de vaste bezetting van het medewerkersbestand vormen. Daarnaast zijn er postdoctorale onderzoekers en promovendi, wetenschappelijke medewerkers met een tijdelijke aanstelling. Hoogleraren en universitaire (hoofd)docenten combineren vrijwel in alle gevallen onderwijs en onderzoek. Promovendi en postdocs concentreren zich hoofdzakelijk op het doen van onderzoek, maar hebben vrijwel altijd ook een rol in het onderwijs. Het niet-wetenschappelijke personeel bestaat onder andere uit medewerkers voor financiën, personeelszaken, IT en communicatie. In de beta-faculteiten wordt daartoe ook laboratoriumpersoneel gerekend zoals analisten en instrumentmakers.

## Soorten universiteiten
Universiteiten worden vaak ingedeeld als een algemene of gespecialiseerde universiteit. De algemene universiteiten doen onderzoek en bieden onderwijs dat grote delen van het wetenschappelijke spectrum beslaat. De gespecialiseerde universiteiten beperken zich tot specifieke deelterreinen van onderwijs en onderzoek.
Daarnaast bestaat traditioneel het onderscheid tussen openbare en bijzondere universiteiten. Openbare universiteiten gaan uit van de overheid. Bijzondere universiteiten hebben een levensbeschouwelijke identiteit. 
De term "universiteit" was in Nederland tot 1986 voorbehouden aan algemene, brede universiteiten. Ook de technische opleidingsinstituten (in Delft, Eindhoven, Twente) en theologische (bijvoorbeeld in Kampen), konden zich toen nog geen universiteit noemen, al hadden zij wel promotierecht. Sindsdien is de definitie van universiteit verbreed; en geleidelijk begonnen steeds meer instituten zich met de naam universiteit te tooien. Artikel 1.23 van de Wet op het hoger onderwijs en wetenschappelijk onderzoek bepaalt in Nederland tegenwoordig dat hogescholen zich 'University of Applied Sciences' mogen noemen, of, bij hogescholen die opleiden tot een bepaald beroepsprofiel, 'university' met daarachter het vakgebied, maar niet met het Nederlandse woord 'universiteit', en niet als volledige naam bijvoorbeeld 'Breda University'. Deze zijn echter geen 'universiteit' in academische zin. In het Duits is het woord "Hochschule" de verzamelnaam voor enerzijds de (ook als zodanig aangeduide) universiteiten en anderzijds hbo-instellingen, Fachhochschulen genoemd. 
- Corporate university, bedrijfsspecifieke opleidingsinstituten

## Organisatie universiteit

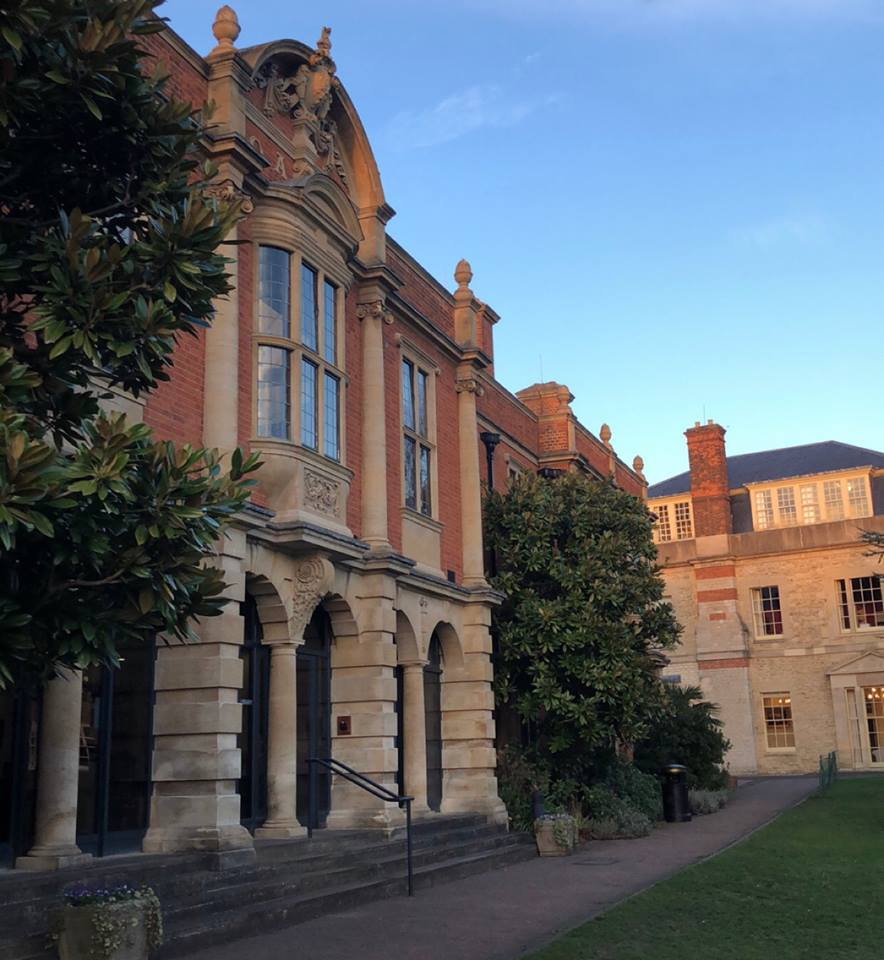
Somerville College, een college van de Universiteit van Oxford

Een universiteit bestaat uit faculteiten, die weer kunnen zijn onderverdeeld in leerstoelen, vakgroepen, departementen en studierichtingen.
Associaties in Vlaanderen
Rond de vijf grote universiteiten in Vlaanderen bestaan associaties, een samenwerkingsverband met hogescholen. De Katholieke Universiteit Brussel werd opgenomen in de Associatie KU Leuven.
Bestuur en toezicht
Een universiteit wordt in Nederland bestuurd door een college van bestuur, bestaande uit een rector magnificus, voorzitter en een derde lid. Elke universiteit kent daarnaast een medezeggenschapsraad en een raad van toezicht. Sommige universiteiten hebben per faculteit en/of op centraal niveau een studentassessor. De studentassessor is een adviserend studentlid van het bestuur en fungeert als brug tussen het bestuur, de medezeggenschap en de academische gemeenschap.
College
Sommige universiteiten, vooral in de Engelssprekende wereld, bestaan uit colleges die onder andere voor accommodatie zorgen. Een student is lid van een college, maar krijgt elders lessen.
Faculteit
Een faculteit is een bestuurlijke eenheid binnen het hoger onderwijs. Hierin zijn onderwijs- en onderzoekstaken ondergebracht. Een faculteit kan weer verder zijn onderverdeeld in subfaculteiten, departementen of instituten en vakgroepen. Een vakgroep of leerstoel is het kleinste bestuurlijke onderdeel van een faculteit.
Traditioneel kende een universiteit vijf faculteiten (hoofdstudierichtingen): geneeskunde of medicijnen, wijsbegeerte en letteren (geesteswetenschappen), theologie, (natuur)wetenschappen, rechten (rechtsgeleerdheid); later aangevuld met o.a. economie (economische wetenschappen), (politieke en) sociale wetenschappen, psychologie/pedagogiek.
Departementen en vakgroepen
Een vakgroep is een coherente verzameling kennisgebieden. Wordt tegenwoordig ook wel aangeduid als basiseenheid of leerstoelgroep. In sommige Vlaamse universiteiten gebruikt men de term "departement".
Onderzoeksinstituten
Naast de faculteiten kennen vele universiteiten onderzoeksinstituten, waarbinnen (delen van) het onderzoek zijn ondergebracht. Een deel van deze instituten valt binnen de grenzen van een faculteit, maar andere instituten verrichten multidisciplinair onderzoek en doorkruisen de grenzen van meerdere faculteiten. Door het bestaan van deze instituten hebben de universiteiten in organisatorische zin het karakter van een matrixorganisatie gekregen. Omdat een deel van de bevoegdheden inzake het onderzoek van de faculteiten zijn overgegaan naar de instituten, neemt de zeggenschap van vele faculteiten over het onderzoek geleidelijk af.
Internationale instituten
Voorts zijn in Nederland en België nog diverse andere universitaire instituten gevestigd veelal vanuit het buitenland (met name Verenigde Staten) geadministreerd en vaak verbonden aan dan wel gehuisvest bij Nederlandse en Belgische instellingen voor Hoger en Wetenschappelijk Onderwijs.
Academisch ziekenhuis
Acht van de Nederlandse universiteiten zijn verbonden met een academisch ziekenhuis.

## Financiering
Universiteiten hebben verschillende bronnen waaruit zij gefinancierd worden:
- Directe financiering door de overheid. De overheid verschaft elke universiteit een basisbudget. Dit budget is per universiteit voor een groot deel gebaseerd op historische gronden, en voor een klein deel gebaseerd op de prestaties van de desbetreffende universiteit op de terreinen van onderwijs en onderzoek.
- Research Councils zoals de Nederlandse Organisatie voor Wetenschappelijk Onderzoek, het Vlaamse Fonds voor Wetenschappelijk Onderzoek en de Europese onderzoeksraad verschaffen onderzoeksmiddelen voor de uitvoering van specifieke onderzoeksprojecten aan onderzoekers die zij selecteren op hun kwaliteiten.
- Contractonderzoek. Universiteiten sluiten contracten af met partijen zoals overheden, bedrijven en fondsen, waarin wordt vastgelegd dat de universiteit tegen een financiële tegenprestatie onderzoek uitvoert of onderwijs aanlevert voor de betrokken organisatie.
- Collegegelden.

Voor de bekostiging van onderzoek kunnen universitaire onderzoekers in Nederland onderzoeksvoorstellen indienen bij de Nederlandse Organisatie voor Wetenschappelijk Onderzoek. Een deel van haar budget dient om onderzoek in topsectoren te ondersteunen (topsectorenbeleid). Op dit topsectorenbeleid is ook kritiek, zoals bijvoorbeeld vanuit de beweging Science in Transition. De initiatiefnemers daarvan maken zich zorgen om de commercialisering van de wetenschap en de publicatiedruk die de kwaliteit van onderzoek in de weg zouden staan. Ook het in 2013 ontstane Platform Hervorming Nederlandse Universiteit bekritiseert de privatisering in de wetenschap.